# Museo de la Miel (Colmenar)
El museo de la Miel  es un museo de la localidad de Colmenar, en la provincia de Málaga (España). Se trata de un centro temático cuyo objetivo, además de la divulgación y la promoción de las mieles y productos apícolas, es difundir la importancia del papel de la abeja en la polinización de cultivos y en la conservación de la biodiversidad así como estimular la renovación generacional de los apicultores, fijando poblaciones y actividades económicas en zonas rurales.
El centro muestra el proceso de elaboración de la miel desde la Antigüedad hasta la actualidad, la extracción y los beneficios que aporta su consumo. Además, también se exponen una serie de flores de la zona y se exhiben diferentes herramientas relacionadas con la extracción y el tratamiento de la miel hasta convertirla en el producto que llega a los consumidores. Entre otros onbjetos, se exponen trajes de apicultor, las caretas y guantes utilizadas por estos y herramientas requeridas para cosechar la miel.
Entre otras atracciones del museo, destaca una abeja gigante sobre una flor hiperrealista y la sala de la colmena, donde se recrea el interior de una colmena a tamaño gigante. 